# Lion Martinez
Lion Martinez, född 26 januari 1978, är en svensk  friidrottare (sprinter). Han vann SM på 100 meter år 1999.
Martinez deltog 1999 på 100 meter vid U23-EM i Göteborg men blev utslagen i försöken med 10,64.
Martinez deltog i det svenska korta stafettlaget vid EM 2002 i München (de andra var Peter Häggström, Johan Engberg och Patrik Lövgren) men laget slogs ut i försöken.
Lion avslutade sin seniorkarriär 2004 för att 2014  återvända som Veteran i klassen M35.
Under Göteborg Grand Prix i februari 2023 slog han tidigare världsrekordet på 60m (M45), med tiden 6.88. Senare samma år under Masters World Indoor Championships i Toruń satte han inomhus-världsrekord i årsklassen 45+ på 200 meter. Under slutet av augusti samma år tangerade han utomhus-världsrekord på 100 meter med 10,72 i Regensdorf.

## Personliga rekord
| Utomhus - 100 meter: 10,45 (Heleneholms IP, Malmö 6 augusti 1999) - 100 meter: 10,58 (Sollentuna 2 juni 2002) - 100 meter: 10,37 (medvind) (Kuortande, Finland 26 juni 1999) - 200 meter: 21,48 (Göteborg 5 september 1999) | Inomhus - 60 meter: 6,69 (Malmö 30 januari 1999) - 200 meter: 21,65 (Göteborg 22 februari 2004) |

### Fotnoter
1. ↑  ”Tävlingsårsskiftesövergångar 1 december 2002”. friidrott.se. 7 november 2002. Arkiverad från originalet den 17 juni 2017. https://web.archive.org/web/20170617135914/http://www.friidrott.se/forbundsinfo/overgangar/Arsskifte0203.aspx. Läst 30 november 2016.
2. ↑  ”Tävlingsårsskiftesövergångar 1 december 2004”. friidrott.se. 5 november 2004. Arkiverad från originalet den 21 november 2016. https://web.archive.org/web/20161121045739/http://www.friidrott.se/forbundsinfo/overgangar/Arsskifte0405.aspx. Läst 30 november 2016.
3. ↑  Wiger 2006, s. 36.
4. 1 2 3 4 5  Wiger 2006, s. 154.
5. ↑  ”Resultat: SM-JSM-USM-VSM Stafett, Södertälje 9‐10.9.23”. friidrottsstatistik.se. https://www.friidrottsstatistik.se/resultsswe.php?CID=13047605&Season=2023. Läst 23 oktober 2023.
6. ↑  ”Stora inne-SM 2004, resultat” (htm). goteborgfriidrott.se. Arkiverad från originalet den 12 november 2016. https://web.archive.org/web/20161112141637/http://www.goteborgfriidrott.se/globalassets/goteborgs-friidrottsforbund/dokument/resultat-och-statistik/resultatarkiv/2006-o-tidigare/040222ism.htm. Läst 21 april 2015.
7. 1 2 3 4 5 6  ”Personsida på AllAthletics” (på engelska). all-athletics.com. Arkiverad från originalet den 30 november 2016. https://web.archive.org/web/20161130190319/http://www.all-athletics.com/node/74264. Läst 30 november 2016.
8. ↑  ”European Athletics U23 Championships - Göteborg 1999” (på engelska). european-athletics.org. http://www.european-athletics.org/competitions/european-athletics-u23-championships/history/year=1999/results/index.html. Läst 27 oktober 2017.
9. ↑  ”European Athletics Championships - München 2002” (på engelska). european-athletics.org. http://www.european-athletics.org/competitions/european-athletics-championships/history/year=2002/results/index.html. Läst 18 augusti 2017.
10. ↑  https://www.expressen.se/sport/friidrott/svenske-lion-martinez-ar-historiens-snabbaste-45-aring/
11. ↑  Holmberg 2009, s. 16.
12. 1 2  ”Personsida på IAAF:s webbplats” (på engelska). iaaf.org. https://www.iaaf.org/athletes/sweden/lenny-martinez-137003. Läst 30 november 2016.